# 그레이 딜라일
그레이 딜라일(Grey DeLisle, 1973년 8월 24일 ~ )은 미국의 배우, 성우, 가수이다. 그레이 그리핀(Grey Griffin)이라는 이름으로 크레딧에 올라가기도 한다.

## 출연

### 애니메이션
- 빌리와 맨디의 무시무시한 모험 (카툰 네트워크) - 맨디, 밀크셰이크스
- 티미의 못말리는 수호천사 (니켈로디언) - 비키, 토티, 채드
- 스쿠비 두 - 다프네 블레이크
- 상상 속 친구들의 모험 (카툰 네트워크) - 프랭키 포스터, 더체스, 맥 엄마, 플러터 너터
- 하이 하이 퍼피 아미유미 (카툰 네트워크) - 유미, 장 켕
- 우와! 우와! 와브지! - (닉 주니어) - 워브지
- 엘티그레 (니켈로디언) - 프리다 수아레즈
- 대니 팬텀 (니켈로디언) - 샘 맨슨
- 비밀요원 터프퍼피 (니켈로디언) - 키티 캐츠웰
- 그래비티 폴즈 (디즈니채널) - 추가음성
- 꼬마의사 맥스터핀스 (디즈니 주니어) - 추가음성
- 프린세스 스타의 모험일기 (디즈니XD, 디즈니 채널) - 문 버터플라이, 재키 린 토마스
- 투모로우 나라의 마일스 (디즈니 주니어) - 스텔라, 젬마여왕
- 리틀 프린세스 소피아 (디즈니 주니어) - 추가음성
- 링컨의 집에서 살아남기 (니켈로디언) - 릴리 라우드, 롤라 라우드, 라나 라우드
  - 카사그란데 가족 (니켈로디언)
- 아발로 왕국의 엘레나 (디즈니 주니어) - 추가음성
- 빅 시티 그린 (디즈니 채널) - 추가음성
- 도날드 덕 가족의 모험 (디즈니 채널) - 추가음성
- 유니키티! (카툰 네트워크) - 퍼피콘 왕자
- DC 슈퍼히어로 걸스 (유튜브) - 원더우먼
- 심슨가족 (FOX TV) - 추가음성
- 아울 하우스 (디즈니 채널) - 추가음성
- 애니매니악스 (훌루) - 브라이드
- 더 컵헤드 쇼! (넷플릭스) - 챌리스 양
- 더 고스트 앤드 몰리 맥기 (디즈니 채널) - 추가음성

### 영화
- 볼트 - 페니 엄마
- 온워드: 단 하루의 기적 - 듀드롭
- 레고 DC 샤잠! 매직 앤 몬스터즈 - 원더 우먼 / 로이스 레인